# Pont Cassé
Pont Cassé è un centro abitato della Dominica, capoluogo della parrocchia di Saint Paul.